# 2009년 정동진독립영화제
제11회 정동진독립영화제는 2009년 8월 7일에 열린 시상식이다.

## 수상 및 후보

### 섹션1
- 재구와 원봉이의 서울 나들이 2 - 최재혁
- 올가을의 트렌드 - 김종관
- 125 전승철 - 박정범
- 기차를 세워주세요 - 한지혜

### 섹션2
- 불안의 최전방 - 정미나
- 철탑, 2008년 2월 25일 박현상씨 - 변해원
- 미로아 - 황하나
- 내 친구 고라니 - 장형윤
- 야설작가 영범씨의 글짓기지도법 - 박성국

### 섹션3
- 불타고 있다 - 김우란
- 안녕하세요 대통령입니다 - 이마리오
- 탑골당만행사건 - 김수영
- 위대한 선수 - 유승조

### 섹션4
- 로티 - 박정서
- 먼지 아이 - 정유미
- 디어파파 - 강민희
- 최악의 친구들 - 남궁선

### 섹션5
- 7인의 초인과 괴물 F - 박종영
- 시합 - 이걸기
- 픽토그램 스토리 - 조주상
- 외출 - 서재경
- 산책가 - 김영근

### 섹션6
- 어 배러 투모로우 온 더 스트리트 - 유민규

### 특별섹션1
- 날아라 펭귄 - 임순례